# Pelosia
Pelosia är ett släkte av fjärilar som beskrevs av Jacob Hübner 1819. Pelosia ingår i familjen björnspinnare.

## Bildgalleri

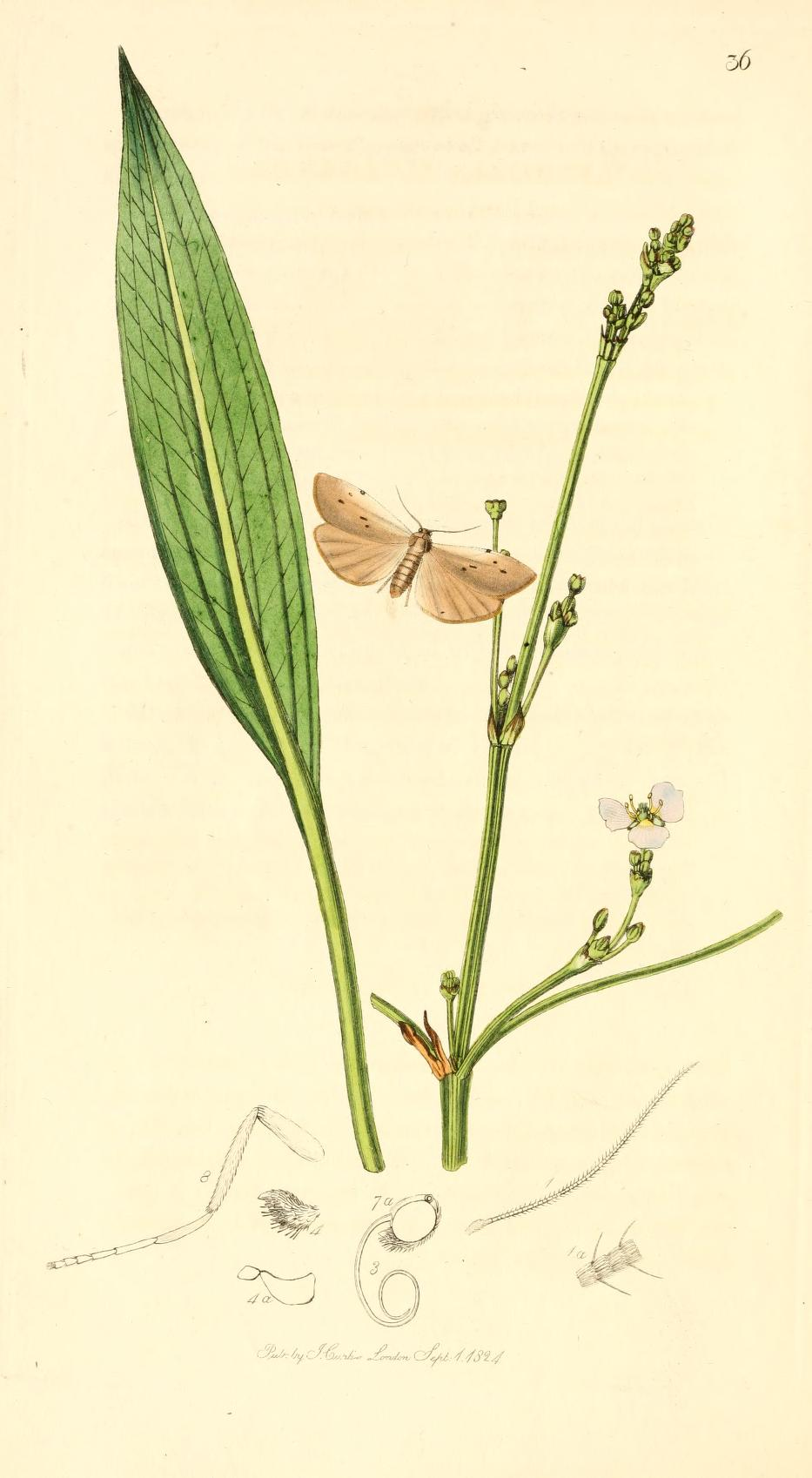
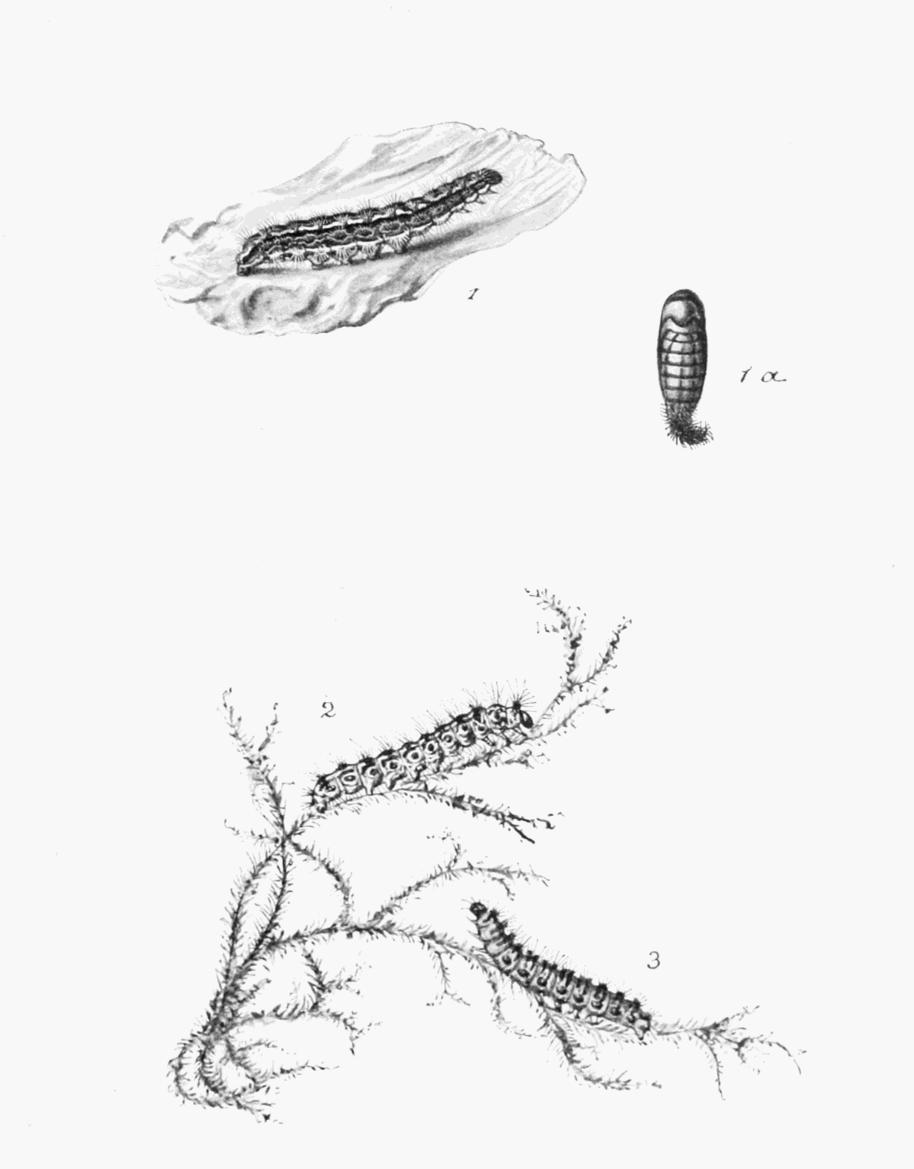
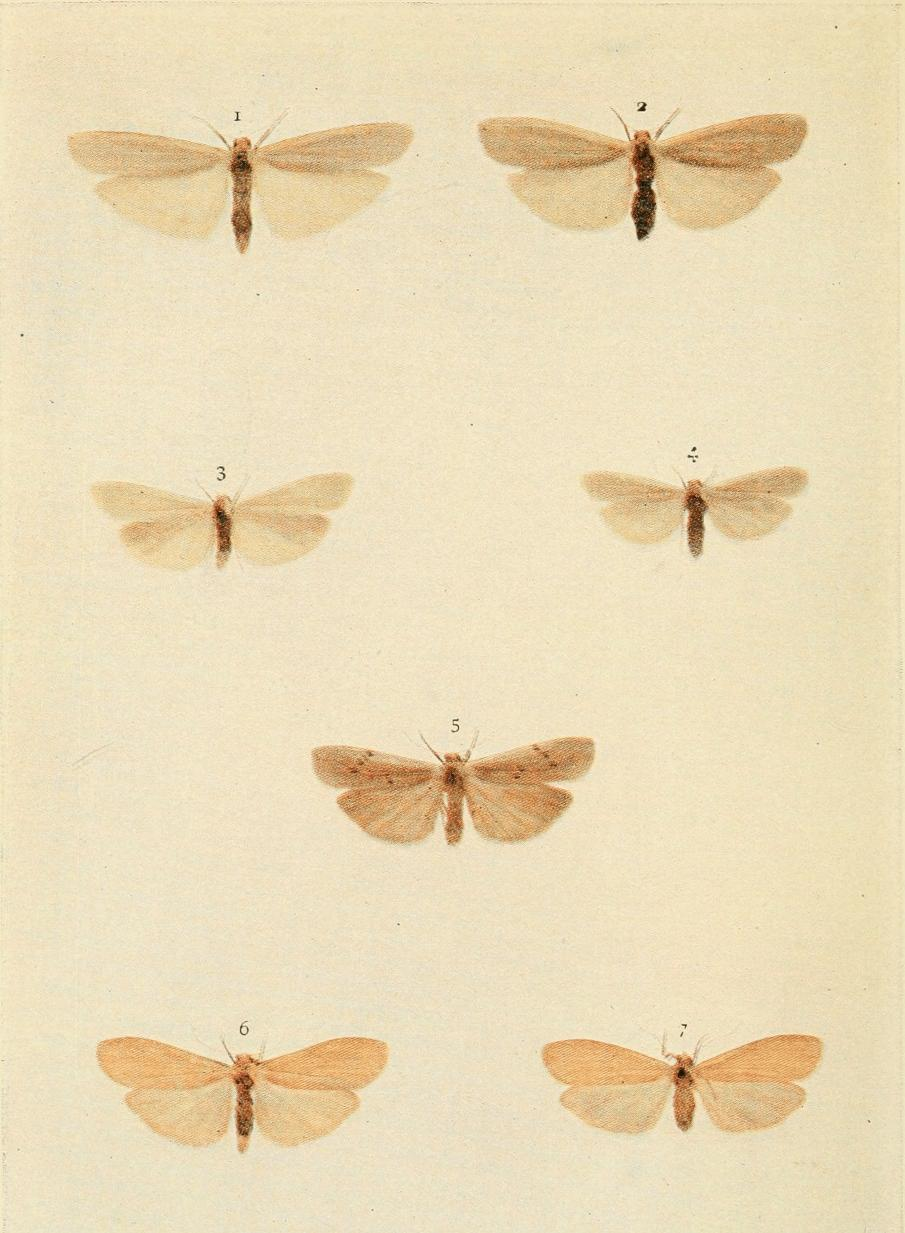
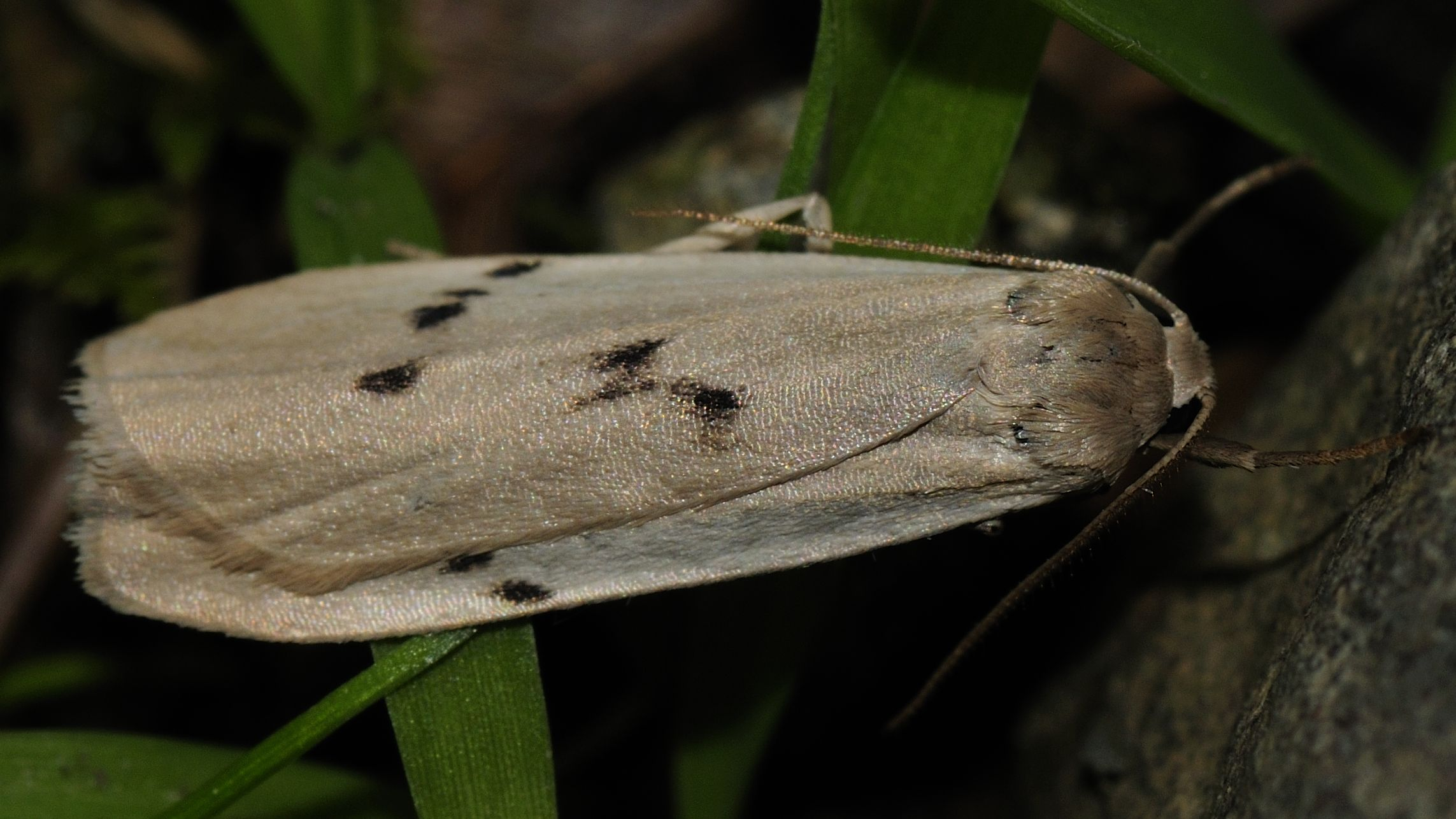
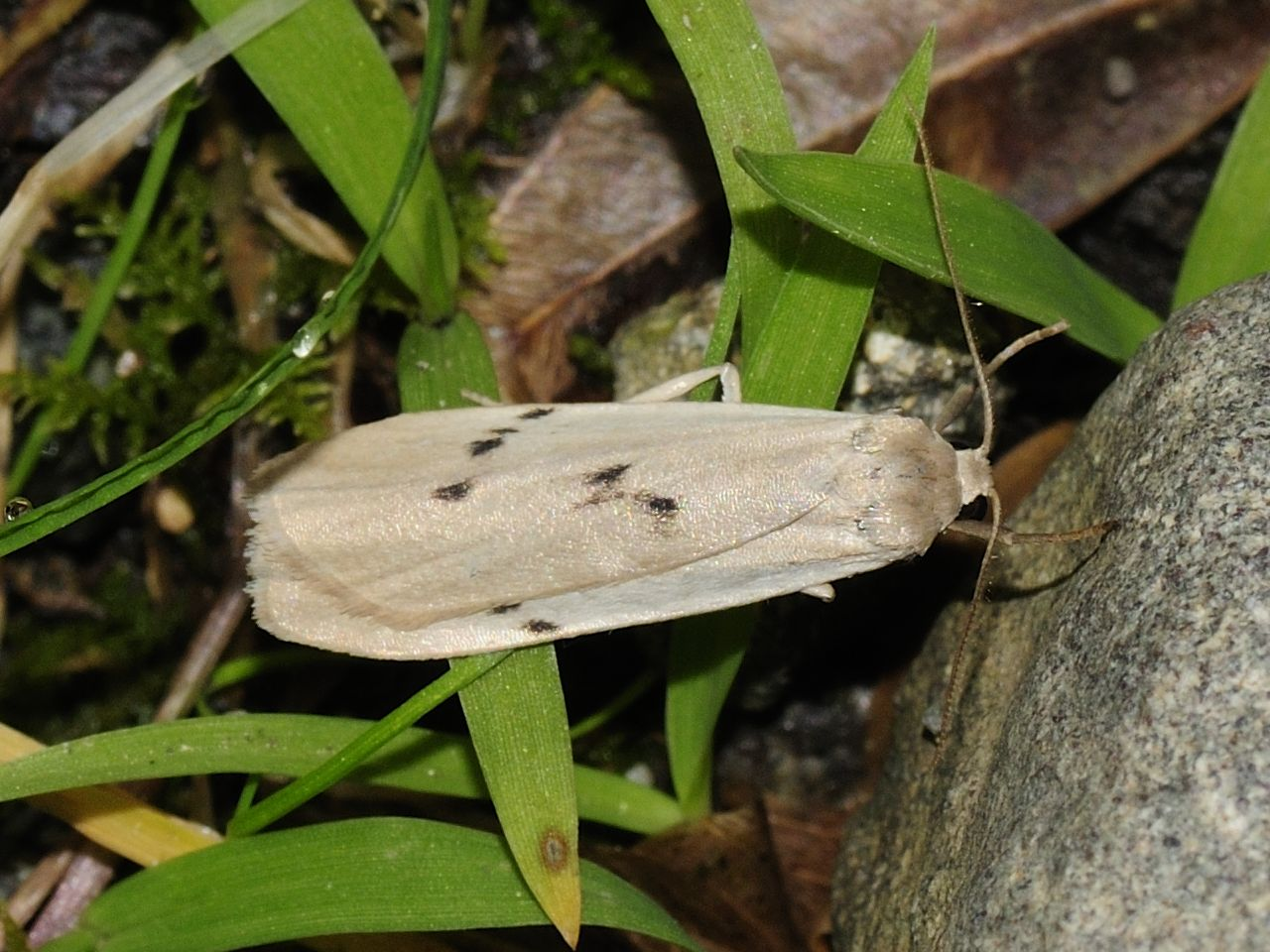
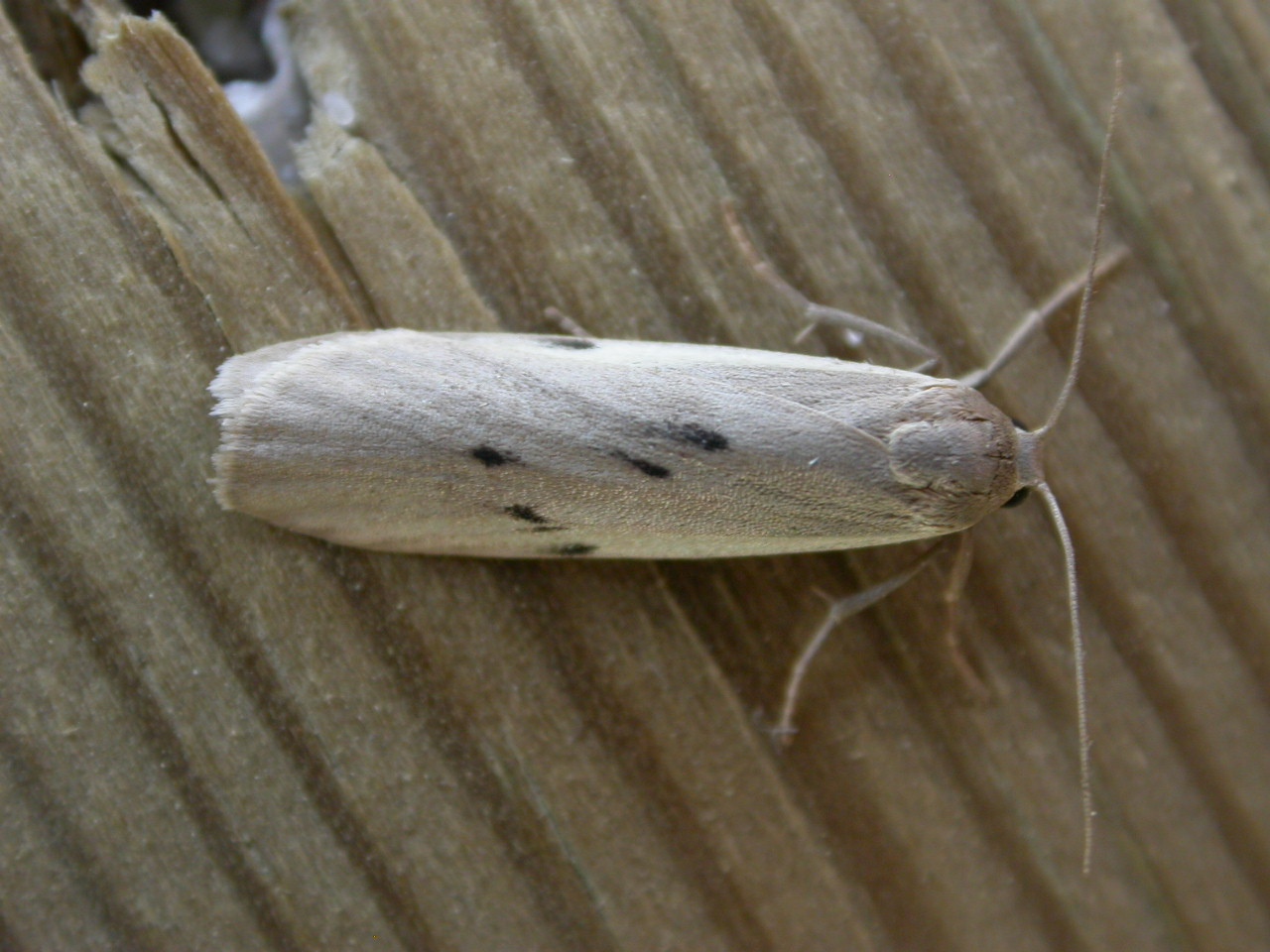

## Dottertaxa tillPelosia, i alfabetisk ordning[1][2]
- Pelosia albicosta
- Pelosia albicostata
- Pelosia angusta
- Pelosia cinerea
- Pelosia cinerina
- Pelosia concolor
- Pelosia flavescens
- Pelosia hispanica
- Pelosia immaculata
- Pelosia infumata
- Pelosia japonica
- Pelosia jezoensis
- Pelosia muscerda
- Pelosia noctis
- Pelosia obscura
- Pelosia obtrita
- Pelosia obtusa
- Pelosia orientalis
- Pelosia perla
- Pelosia perlella
- Pelosia plumosa
- Pelosia pudorina
- Pelosia ramosula
- Pelosia ramulosa
- Pelosia simonensis
- Pelosia striata
- Pelosia sutschana
- Pelosia taurica
- Pelosia tetrasticta
- Pelosia umbrata
- Pelosia unicolor
- Pelosia unipuncta